# Jürgen Petschull

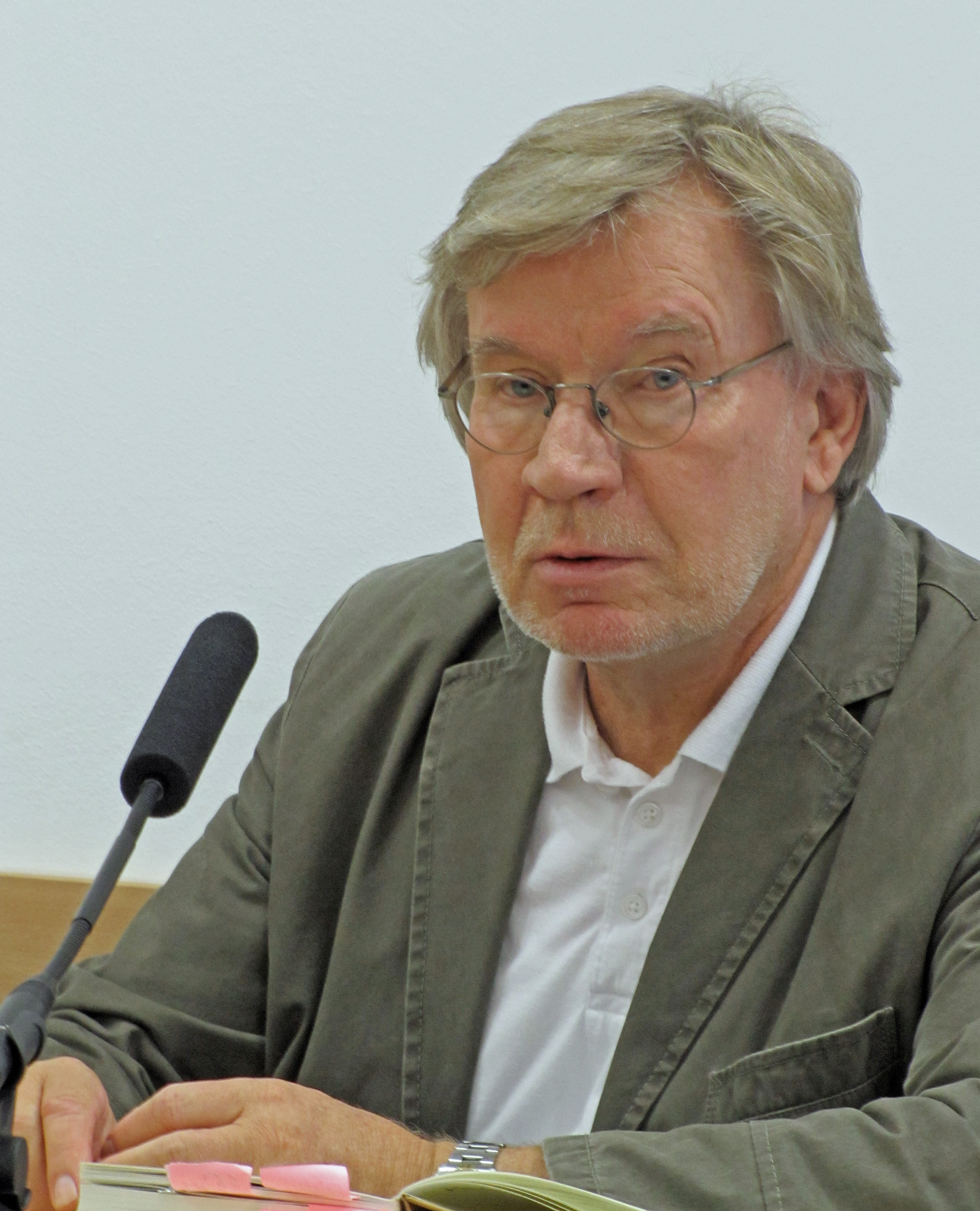
2010 in Frankfurt am Main

Jürgen Petschull (* 15. August 1942 in Berlin) ist ein deutscher Journalist und Schriftsteller.

## Leben
Petschull volontierte bei der Westdeutschen Allgemeinen Zeitung (WAZ) in Duisburg und arbeitete als Redakteur und Reporter für die Neue Rhein/Ruhr Zeitung (NRZ) in Essen, bevor er zum Magazin Stern nach Hamburg wechselte. Als Reporter und Autor schrieb er viel beachtete deutsche und internationale Reportagen und Serien und machte sich einen Namen als „Spezialist für dramatische Geschichten“. Petschull war auch Chefreporter von Geo und  Redakteur für besondere Aufgaben beim Verlag Gruner + Jahr. 
Heute schreibt Jürgen Petschull zeitgeschichtliche Sachbücher und Romane, die zumeist auf wahren Geschehnissen beruhen. Petschulls Bücher sind in mehrere Sprachen übersetzt worden.
Mit seiner Frau Cornelia lebt der Autor in Bremen und in seinem Haus an der Oste.

## Werke (Auswahl)

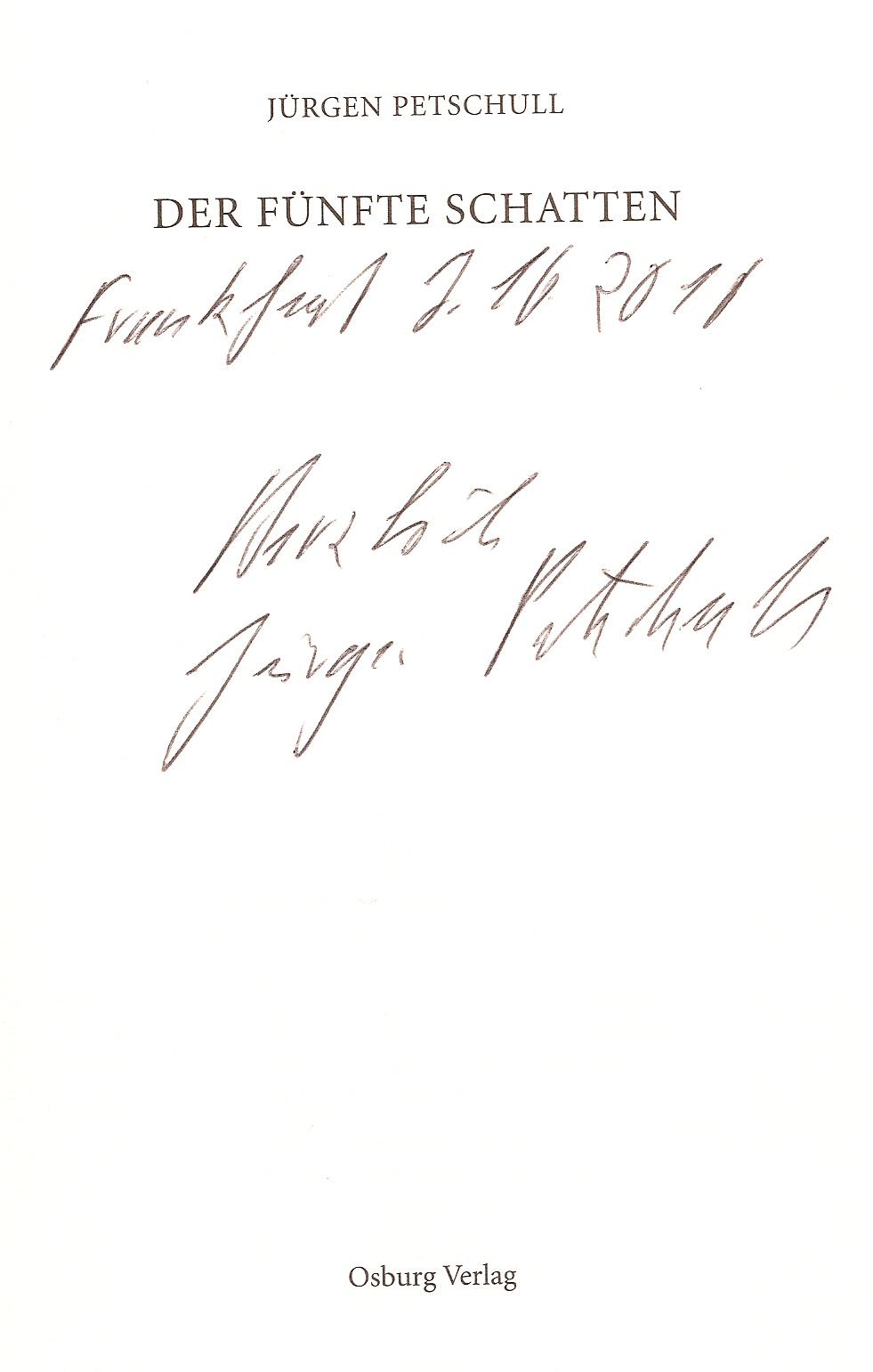
Autograph

### Sachbücher
- Mit dem Wind nach Westen. Die abenteuerliche Flucht von Deutschland nach Deutschland. Goldmann, München 1980, ISBN 3-442-11501-9.
- Die Mauer. August 1961–November 1989. Vom Anfang und vom Ende eines deutschen Bauwerks. 2., aktualisierte Auflage. Gruner und Jahr, Hamburg 1989, ISBN  3-570-02534-9.
- Der Wahn vom Weltreich. Die Geschichte der deutschen Kolonien. Manfred Pawlak Verlag, Herrsching 1990. (mit Thomas Höpker) ISBN 3-881-99315-0.

### Fiktion
- Der Märtyrer. Roman. Hoffmann und Campe, Hamburg 1986, ISBN 3-455-05905-8.
- Der Herbst der Amateure. Roman. Piper, München 1991, ISBN 3-492-03417-9.
- Der letzte Tanz im Paradies. Roman. Osburg, Berlin 2009, ISBN 978-3-940731-29-6.
- Der fünfte Schatten. Roman. Osburg, Berlin 2010, ISBN 978-3-940731-49-4.